# Vierschanzentournee 1980/81
Die 29. Vierschanzentournee 1980/81 wurde im Rahmen des Skisprung-Weltcups 1980/1981 in Deutschland und Österreich veranstaltet. Sie fand vom 30. Dezember 1980 bis zum 6. Januar 1981 in Oberstdorf und Garmisch-Partenkirchen (Deutschland) sowie in Innsbruck und Bischofshofen (Österreich) statt. Der 20-jährige Österreicher Hubert Neuper wurde wie im Vorjahr Tourneesieger.

## Modus
Wie im letzten Jahr traten zum zweiten Durchgang nur noch die besten 50 Springer des ersten Durchganges an. Diese sprangen im Vergleich zum Vorjahr in der Reihenfolge ihrer Noten und nicht nach ihrer Startnummern. Bei allen vier Springen wurden Weltcuppunkte für die Plätze 1 bis 15 vergeben (Platz 1 = 25 Punkte, Platz 2 = 20 Punkte, Platz 3 =15 Punkte, von Platz 4 bis 15 absteigend 12 Punkte bis 1 Punkt).

## Nominierte Athleten
Insgesamt gingen bei den 4 Springen 111 Athleten aus 18 Nationen an den Start. In der Mannschaft der DDR standen mit Pschera, Zitzmann, Freitag und dem 16-jährigen Jens Weißflog vier Tourneeneulinge.
| Nation           | Athleten |
| ---------------- | --- |
| BR Deutschland   | Joachim Ernst, Peter Rohwein, Uli Boll, Christoph Schwarz, Peter Schwinghammer, Thomas Klauser, Andreas Bauer, Thomas Prosser, Albert Wursthorn, Georg Waldvogel, Lorenz Wegscheider, Hubert Schwarz, Hermann Weinbuch, Thomas Müller |
| DDR              | Matthias Buse, Thomas Meisinger, Ulrich Pschera, Manfred Deckert, Axel Zitzmann, Holger Freitag, Jens Weißflog |
| Österreich       | Hubert Neuper, Armin Kogler, Hans Wallner, Claus Tuchscherer, Hans Millonig, Alfred Groyer, Fritz Koch, Willi Pürstl, Manfred Steiner, Ernst Vettori, Andreas Felder, Alois Lipburger, Heinz Koch, Rupert Hirner, Alfred Lengauer     |
| Finnland         | Jari Puikkonen, Pentti Kokkonen, Kari Heinonen, Kari Ylianttila, Jouko Törmänen, Jari Pulkkinen, Keijo Korhonen |
| Frankreich       | Bernard Moullier, Gérard Colin, Philippe Jacoberger, Bernard Guillaume, Thierry Sauvanet |
| Italien          | Massimo Rigoni, Lido Tomasi, Ivano Wegher, Loris Stella |
| Japan            | Masahiro Akimoto, Hirokazu Yagi, Satoru Matsuhashi, Shin’ichi Tanaka, Masaru Nagaoka, Sakae Tsuruga, Yūji Kawamura, Rikiya Jinno |
| Jugoslawien      | Primož Ulaga, Bogdan Norčič, Branko Benedek, Rajko Lotrič, Miro Bizjak, Marjan Urbančič, Andrej Kaizer |
| Kanada           | Horst Bulau, Steve Collins, Ron Richards, Tom Thompson |
| Norwegen         | Roger Ruud, Per Bergerud, Johan Sætre, Terje Ødegård, Tom Levorstad, Jon Eilert Bøgseth |
| Polen            | Stanisław Bobak, Piotr Fijas, Henryk Tajner, Jan Łoniewski |
| Schweden         | Jan Holmlund, Seppo Toivonen, Per Balkåsen, Thomas Jernkrok, Anders Daun |
| Schweiz          | Hansjörg Sumi, Schmidinger, Paul Egloff, Georges Jacquier, Benito Bonetti, Roland Glas |
| Sowjetunion      | Pjotr Sunin, Alexei Borowitin, Wladimir Tschernjajew, Leonid Komarow, Wladimir Bojarinzew, Oleg Serow |
| Spanien          | Ángel Janiquet |
| Tschechoslowakei | Leoš Škoda, Josef Samek, Josef Brzuchanski, Bohumil Vacek, Jiří Parma |
| Ungarn           | Gábor Gellér, Zoltán Kelemen, László Fischer |
| USA              | Jeff Davis, John Denney, Reed Zuehlke, John Broman |

## Austragungsorte

### Oberstdorf
Bei idealen Bedingungen erzielte der Tourneesieger des Vorjahres Hubert Neuper in beiden Durchgängen die größte Weite und gewann das Auftaktspringen der 29. Vierschanzentournee vor dem Finnen Jari Puikkonen und dem Norweger Roger Ruud. Die DDR-Springer mussten sich mit niedrigen Haltungsnoten zufriedengeben und hatten mit Thomas Meisinger auf dem sechsten Platz ihren besten Mann. Der Nordisch Kombinierte Hubert Schwarz auf dem elften Platz, war der beste Springer der bundesdeutschen Mannschaft, die mit acht Springern in den zweiten Durchgang einzog.
- Datum: 30. Dezember 1980.
- Land:  BR Deutschland
- Schanze: Schattenbergschanze
- Schanzenrekord: 113,0 m  Alfred Groyer (1980)

| Pos. | Springer            | Punkte | Weite 1 | Weite 2 |
| ---- | ------------------- | ------ | ------- | ------- |
| 01   | Hubert Neuper       | 256,8  | 109,5 m | 110,0 m |
| 02   | Jari Puikkonen      | 252,3  | 109,0 m | 108,0 m |
| 03   | Roger Ruud          | 251,1  | 107,5 m | 109,0 m |
| 04   | Armin Kogler        | 248,3  | 107,5 m | 107,0 m |
| 05   | Pentti Kokkonen     | 240,3  | 105,0 m | 107,0 m |
| 06   | Thomas Meisinger    | 239,5  | 106,5 m | 106,0 m |
| 07   | Jouko Törmänen      | 237,1  | 106,0 m | 103,0 m |
| 08   | Per Bergerud        | 235,3  | 101,5 m | 108,0 m |
| 09   | Matthias Buse       | 234,2  | 107,0 m | 101,0 m |
| 10   | Kari Ylianttila     | 234,1  | 105,5 m | 101,0 m |
| 11   | Hubert Schwarz      | 232,4  | 104,0 m | 102,0 m |
| 11   | Hirokazu Yagi       | 232,4  | 102,0 m | 104,0 m |
| 13   | Ulrich Pschera      | 231,3  | 101,0 m | 106,0 m |
| 14   | Christoph Schwarz   | 231,0  | 101,0 m | 106,5 m |
| 15   | Stanisław Bobak     | 229,6  | 103,5 m | 103,0 m |
| …    | …                   | …      | …       | …       |
| 17   | Manfred Deckert     | 227,4  | 100,5 m | 105,5 m |
| 19   | Hermann Weinbuch    | 224,7  | 099,5 m | 103,5 m |
| 20   | Peter Rohwein       | 224,4  | 101,5 m | 102,0 m |
| 23   | Peter Schwinghammer | 221,1  | 100,5 m | 101,0 m |
| 24   | Thomas Klauser      | 220,5  | 101,0 m | 101,5 m |
| 31   | Joachim Ernst       | 217,3  | 102,0 m | 100,0 m |
| 35   | Uli Boll            | 215,4  | 098,0 m | 100,5 m |

ausgeschieden nach dem 1. Durchgang
52.  Holger Freitag, 53.  Thomas Prosser, 61.  Georg Waldvogel, 63.  Axel Zitzmann, 64.  Thomas Müller, 71.  Andreas Bauer, 77.  Albert Wursthorn, 87.  Lorenz Wegscheider und 90.  Jens Weißflog

### Garmisch-Partenkirchen
Bei fast irregulären Windbedingungen triumphierte mit Horst Bulau zum ersten Mal ein Kanadier in einem Tourneesprunglauf. Der 18-jährige Bulau, nach dem ersten Durchgang auf Rang drei, erzielte mit 100,5 m die zweitgrößte Weite im mit nervenzehrenden Pausen geprägten zweiten Durchgang und siegte vor dem Norweger Per Bergerud, der mit 95,5 m die größte Weite des ersten Durchganges erzielt hatte. Die bundesdeutsche Mannschaft zog wie in Oberstdorf mit acht Springern in den zweiten Durchgang ein und hatten in dem 20-jährigen Joachim Ernst ihren besten Mann. Ernst nach dem ersten Durchgang auf Platz zwei, fiel nach nur 91,5 m im zweiten Durchgang auf den siebenten Rang zurück. Andersherum erging es dem Japaner Masahiro Akimoto, der nach 85,0 m auf Rang zwölf lag und sich mit einem neuen Schanzenrekord von 102,0 m im zweiten Durchgang auf Rang fünf verbesserte.
- Datum: 1. Januar 1981.
- Land:  BR Deutschland
- Schanze: Große Olympiaschanze
- Schanzenrekord: 101,0 m  Josef Samek (1979)

| Pos. | Springer          | Punkte | Weite 1 | Weite 2  |
| ---- | ----------------- | ------ | ------- | -------- |
| 01   | Horst Bulau       | 226,4  | 95,0 m  | 100,5 m0 |
| 02   | Per Bergerud      | 217,6  | 95,5 m  | 93,0 m   |
| 03   | Armin Kogler      | 215,5  | 89,5 m  | 97,5 m   |
| 04   | Hubert Neuper     | 214,8  | 89,0 m  | 97,5 m   |
| 05   | Masahiro Akimoto  | 213,0  | 85,0 m  | 102,0 m0 |
| 06   | Johan Sætre       | 212,9  | 91,0 m  | 92,0 m   |
| 07   | Joachim Ernst     | 210,3  | 95,0 m  | 91,5 m   |
| 08   | Hans Wallner      | 208,8  | 94,0 m  | 90,0 m   |
| 09   | Matthias Buse     | 207,9  | 90,5 m  | 92,5 m   |
| 10   | Jari Puikkonen    | 206,3  | 91,5 m  | 90,0 m   |
| 11   | Uli Boll          | 203,9  | 87,0 m  | 93,5 m   |
| 12   | Pentti Kokkonen   | 202,4  | 85,0 m  | 93,0 m   |
| 13   | Ulrich Pschera    | 200,2  | 83,0 m  | 94,5 m   |
| 14   | Kari Heinonen     | 199,8  |         |          |
| 15   | Hirokazu Yagi     | 199,1  | 84,0 m  | 92,0 m   |
| …    | …                 | …      | …       | …        |
| 19   | Axel Zitzmann     | 195,9  | 83,0 m  | 92,5 m   |
| 22   | Thomas Meisinger  | 193,6  | 84,0 m  | 89,5 m   |
| 24   | Andreas Bauer     | 192,7  | 84,5 m  | 93,0 m   |
| 36   | Thomas Prosser    | 183,2  | 83,5 m  | 89,0 m   |
| 42   | Peter Rohwein     | 176,9  | 83,5 m  | 84,5 m   |
| 44   | Christoph Schwarz | 171,2  | 80,5 m  | 82,0 m   |
| 46   | Albert Wursthorn  | 165,3  | 81,5 m  | 80,0 m   |
| 47   | Georg Waldvogel   | 148,1  | 84,5 m  | 69,0 m   |

ausgeschieden nach dem 1. Durchgang
52.  Peter Schwinghammer, …… und 95.  Holger Freitag
| Rang | Springer          | Punkte | Diff. |
| ---- | ----------------- | ------ | ----- |
| 01   | Hubert Neuper     | 471,6  | –     |
| 02   | Armin Kogler      | 463,8  | 07,8  |
| 03   | Jari Puikkonen    | 458,6  | 13,0  |
| 04   | Horst Bulau       | 454,9  | 16,7  |
| 05   | Per Bergerud      | 452,9  | 18,7  |
| 06   | Roger Ruud        | 448,2  | 23,4  |
| 07   | Pentti Kokkonen   | 442,7  | 28,9  |
| 08   | Matthias Buse     | 442,1  | 29,5  |
| 09   | Johan Sætre       | 437,9  | 33,7  |
| 10   | Thomas Meisinger  | 433,1  | 38,5  |
| 11   | Ulrich Pschera    | 431,5  | 40,1  |
| 11   | Hirokazu Yagi     | 431,5  | 40,1  |
| 13   | Masahiro Akimoto  | 429,9  | 41,7  |
| 14   | Hans Wallner      | 429,1  | 42,5  |
| 15   | Joachim Ernst     | 427,6  | 44,0  |
| …    | …                 | …      | …     |
| 17   | Uli Boll          | 419,3  | 52,3  |
| 24   | Christoph Schwarz | 402,2  | 69,4  |
| 25   | Peter Rohwein     | 401,3  | 70,3  |

### Innsbruck
Durch starken Schneefall und anschließenden Nebel verzögerte sich das Springen um gut drei Stunden. Mit dem weitesten Sprung des ersten Durchganges von 101,0 m setzte sich der Finne Jari Puikkonen an die Spitze des Feldes. Diese verteidigte er im zweiten Durchgang vor dem in der Tournee führenden Hubert Neuper. Durch den weitesten Sprung im zweiten Durchgang von 101,0 m verbesserte sich Armin Kogler vom achten auf den dritten Platz.
- Datum: 4. Januar 1981.
- Land:  Österreich
- Schanze: Bergiselschanze
- Schanzenrekord: 107,0 m  Hubert Neuper (1980)

| Pos. | Springer            | Punkte | Weite 1  | Weite 2  |
| ---- | ------------------- | ------ | -------- | -------- |
| 01   | Jari Puikkonen      | 235,6  | 101,0 m0 | 99,5 m   |
| 02   | Hubert Neuper       | 230,7  | 98,0 m   | 99,0 m   |
| 03   | Armin Kogler        | 229,4  | 96,5 m   | 101,0 m0 |
| 04   | Pentti Kokkonen     | 228,2  | 98,0 m   | 99,0 m   |
| 05   | Roger Ruud          | 220,6  | 97,0 m   | 96,0 m   |
| 06   | Claus Tuchscherer   | 219,6  | 95,0 m   | 98,0 m   |
| 07   | Kari Heinonen       | 217,5  | 98,5 m   | 93,0 m   |
| 08   | Johan Saetre        | 216,8  | 97,0 m   | 94,0 m   |
| 09   | Pjotr Sunin         | 213,7  | 96,0 m   | 93,5 m   |
| 10   | Hans Wallner        | 212,1  | 93,5 m   | 97,0 m   |
| 11   | Axel Zitzmann       | 211,9  | 96,5 m   | 91,0 m   |
| 12   | Jouko Törmänen      | 210,3  |          |          |
| 13   | Per Bergerud        | 210,0  |          |          |
| 14   | Reed Zuehlke        | 208,3  |          |          |
| 15   | Leoš Škoda          | 208,0  |          |          |
| 16   | Manfred Deckert     | 207,0  | 93,5 m   | 93,0 m   |
| 16   | Peter Schwinghammer | 207,0  | 90,5 m   | 96,0 m   |
| …    | …                   | …      | …        | …        |
| 21   | Thomas Meisinger    | 205,1  | 93,0 m   | 92,5 m   |
| 29   | Joachim Ernst       | 200,9  | 92,0 m   | 93,0 m   |
| 30   | Matthias Buse       | 200,1  | 90,5 m   | 92,5 m   |
| 32   | Peter Rohwein       | 199,0  | 92,0 m   | 92,0 m   |
| 33   | Andreas Bauer       | 198,9  | 89,0 m   | 96,0 m   |
| 35   | Uli Boll            | 196,6  | 88,0 m   | 92,5 m   |
| 36   | Ulrich Pschera      | 196,4  | 91,5 m   | 88,5 m   |
| 38   | Christoph Schwarz   | 195,3  | 88,0 m   | 93,0 m   |
| 42   | Thomas Klauser      | 192,2  | 88,0 m   | 93,0 m   |
| 48   | Thomas Prosser      | 188,1  | 89,0 m   | 89,0 m   |

ausgeschieden nach dem 1. Durchgang
64.  Holger Freitag –  Jens Weißflog wurde wegen einer Erkältung abgemeldet
| Rang | Springer          | Punkte | Diff. |
| ---- | ----------------- | ------ | ----- |
| 01   | Hubert Neuper     | 702,3  | –     |
| 02   | Jari Puikkonen    | 694,2  | 08,1  |
| 03   | Armin Kogler      | 693,2  | 09,1  |
| 04   | Pentti Kokkonen   | 670,9  | 31,4  |
| 05   | Roger Ruud        | 668,8  | 33,5  |
| 06   | Per Bergerud      | 662,9  | 39,4  |
| 07   | Horst Bulau       | 658,4  | 43,9  |
| 08   | Johan Sætre       | 654,7  | 47,6  |
| 09   | Matthias Buse     | 642,2  | 60,1  |
| 10   | Hans Wallner      | 641,2  | 61,1  |
| 11   | Thomas Meisinger  | 638,2  | 64,1  |
| …    | …                 | …      | …     |
| 15   | Joachim Ernst     | 628,5  | 73,8  |
| 16   | Ulrich Pschera    | 627,9  | 74,4  |
| 20   | Uli Boll          | 615,9  | 86,4  |
| 24   | Peter Rohwein     | 600,3  | 102,0 |
| 27   | Christoph Schwarz | 597,5  | 104,8 |

### Bischofshofen
Bei guten Bedingungen im ersten Durchgang, setzte sich der Österreicher Armin Kogler mit Egalisierung des Schanzenrekords an die Spitze des Feldes. Im zweiten Durchgang setzte Schneetreiben ein und verringerte die Anlaufgeschwindigkeit auf der Naturschanze um durchschnittlich 10 km/h. Kogler trotzte den neuen Bedingungen und holte sich den Tagessieg vor dem alten und neuen Tourneesieger Hubert Neuper. Einen dreifachen Tagessieg der Österreicher verhinderte der Norweger Per Bergerud mit seinen dritten Rang vor Hans Wallner. Matthias Buse auf Rang sechs, genau wie Thomas Meisinger zum Auftakt in Oberstdorf erzielte die beste Platzierung eines Springers aus der DDR bei dieser Tournee. Mit Peter Rohwein kam für das bundesdeutsche Team nochmals ein Springer unter den besten Zehn.
- Datum: 6. Januar 1981.
- Land:  Österreich
- Schanze: Paul-Außerleitner-Schanze
- Schanzenrekord: 108,0 m  Anton Innauer (1976)

| Pos. | Springer            | Punkte | Weite 1  | Weite 2 |
| ---- | ------------------- | ------ | -------- | ------- |
| 01   | Armin Kogler        | 234,2  | 108,0 m0 | 95,5 m  |
| 02   | Hubert Neuper       | 228,7  | 107,5 m0 | 93,5 m  |
| 03   | Per Bergerud        | 223,9  | 103,0 m0 | 96,0 m  |
| 04   | Hans Wallner        | 223,3  | 101,5 m0 | 96,0 m  |
| 05   | Roger Ruud          | 222,4  | 101,0 m0 | 95,0 m  |
| 06   | Matthias Buse       | 211,8  | 98,0 m   | 92,0 m  |
| 07   | Johan Saetre        | 209,3  | 97,0 m   | 90,5 m  |
| 08   | Jouko Törmänen      | 204,9  | 97,5 m   | 89,0 m  |
| 09   | Peter Rohwein       | 204,5  | 94,5 m   | 93,5 m  |
| 10   | Leoš Škoda          | 199,8  | 94,5 m   | 90,5 m  |
| 11   | Jari Puikkonen      | 198,6  | 96,0 m   | 86,0 m  |
| 12   | Masahiro Akimoto    | 197,4  | 94,0 m   | 90,0 m  |
| 13   | Andreas Felder      | 196,0  | 95,0 m   | 88,0 m  |
| 14   | Kari Heinonen       | 195,3  | 95,5 m   | 84,5 m  |
| 15   | Manfred Steiner     | 193,8  | 93,5 m   | 89,0 m  |
| …    | …                   | …      | …        | …       |
| 17   | Thomas Meisinger    | 190,0  | 93,5 m   | 87,0 m  |
| 25   | Thomas Klauser      | 184,7  | 93,5 m   | 85,0 m  |
| 27   | Joachim Ernst       | 182,9  | 95,0 m   | 81,5 m  |
| 31   | Manfred Deckert     | 177,3  | 87,5 m   | 85,0 m  |
| 34   | Ulrich Pschera      | 175,7  | 87,0 m   | 84,0 m  |
| 38   | Peter Schwinghammer | 171,5  | 89,5 m   | 81,0 m  |
| 41   | Christoph Schwarz   | 171,0  | 91,0 m   | 79,5 m  |
| 44   | Uli Boll            | 168,7  | 87,0 m   | 81,5 m  |

ausgeschieden nach dem 1. Durchgang
54.  Andreas Bauer, 59.  Holger Freitag, 67.  Thomas Prosser und 72.  Axel Zitzmann

## Tournee-Endstand
Knapp, aber erfolgreich verteidigte Hubert Neuper seinen Tourneesieg aus dem Vorjahr vor seinem Landsmann Armin Kogler. Beiden Springern gelang es, sich viermal unter den ersten vier zu platzierten. Der Finne Jari Puikkonen verlor erst in Bischofshofen den Kontakt zu den beiden Österreichern und kam auf den dritten Rang ein. Einziger deutscher Springer unter den besten Zehn, war auf dem achten Platz Matthias Buse aus der DDR.
| Rang | Springer          | Gesamt- punkte | Oberstdorf  | Garmisch- Partenkirchen | Innsbruck   | Bischofshofen |
| ---- | ----------------- | -------------- | ----------- | ----------------------- | ----------- | ------------- |
| 01   | Hubert Neuper     | 931,0          | 256,8 / 01. | 214,8 / 04.             | 230,7 / 02. | 228,7 / 02.   |
| 02   | Armin Kogler      | 927,4          | 248,3 / 04. | 215,5 / 03.             | 229,4 / 03. | 234,2 / 01.   |
| 03   | Jari Puikkonen    | 892,8          | 252,3 / 02. | 206,3 / 10.             | 235,6 / 01. | 198,6 / 11.   |
| 04   | Roger Ruud        | 891,2          | 251,1 / 03. | 197,1 / 17.             | 220,6 / 05. | 222,4 / 05.   |
| 05   | Per Bergerud      | 886,8          | 235,3 / 08. | 217,6 / 02.             | 210,0 / 13. | 223,9 / 03.   |
| 06   | Hans Wallner      | 864,5          | 220,3 / 25. | 208,8 / 08.             | 212,1 / 10. | 223,3 / 04.   |
| 07   | Johan Saetre      | 864,0          | 225,0 / 18. | 212,9 / 06.             | 216,8 / 08. | 209,3 / 07.   |
| 08   | Matthias Buse     | 854,0          | 234,2 / 09. | 207,9 / 09.             | 200,1 / 30. | 211,8 / 06.   |
| 09   | Pentti Kokkonen   | 841,5          | 240,3 / 05. | 202,4 / 12.             | 228,2 / 04. | 170,6 / 42.   |
| 10   | Horst Bulau       | 835,8          | 228,5 / 16. | 226,4 / 01.             | 203,5 / 25. | 177,4 / 30.   |
| 11   | Masahiro Akimoto  | 830,8          | 216,9 / 32. | 213,0 / 05.             | 204,5 / 23. | 197,4 / 12.   |
| 12   | Thomas Meisinger  | 828,2          | 239,5 / 06. | 193,6 / 22.             | 205,1 / 21. | 190,0 / 17.   |
| 13   | Kari Heinonen     | 825,3          | 212,7 / 38. | 199,8 / 14.             | 217,5 / 07. | 195,3 / 14.   |
| 14   | Hirokazu Yagi     | 823,6          | 232,4 / 11. | 199,1 / 15.             | 204,6 / 22. | 187,5 / 20.   |
| 15   | Pjotr Sunin       | 815,4          | 215,8 / 34. | 196,7 / 18.             | 213,7 / 09. | 189,2 / 18.   |
| 16   | Joachim Ernst     | 811,4          | 217,3 / 31. | 210,3 / 07.             | 200,9 / 29. | 182,9 / 27.   |
| 17   | Peter Rohwein     | 804,8          | 224,4 / 20. | 176,9 / 42.             | 199,0 / 32. | 204,5 / 09.   |
| 18   | Ulrich Pschera    | 803,6          | 231,3 / 13. | 200,2 / 13.             | 196,4 / 36. | 175,7 / 34.   |
| …    | …                 | …              | …           | …                       | …           | …             |
| 24   | Uli Boll          | 784,6          | 215,4 / 35. | 203,9 / 11.             | 196,6 / 35. | 168,7 / 44.   |
| 26   | Christoph Schwarz | 768,5          | 231,0 / 14. | 171,2 / 44.             | 195,3 / 38. | 171,0 / 41.   |